# Palaeoryctidae
Los paleoríctidos (Palaeoryctidae, "excavador antiguo/pétreo", del griego: ὀρύκτης, oryctes) es una familia de mamíferos placentarios extintos y relativamente poco especializados, que vivieron en Norteamérica a finales del Cretáceo y formaron parte de la primera radiación evolutiva placentaria junto con otros mamíferos tempranos como los leptíctidos.

## Descripción
Gracias a un cráneo casi completo del género Palaeoryctes encontrado en Nuevo México, se sabe que los paleoríctidos eran pequeños insectívoros parecidos a las musarañas, con un hocico alargado pareciendo al de los leptíctidos. Aun así, y a diferencia de estos últimos, se sabe muy poco sobre la anatomía postcranial de los paleoríctidos (es decir, el resto del cuerpo sin el cráneo).
Mientras que los leptíctidos no duraron mucho, parece que los paleoríctidos fueron los antepasados de especies del Eoceno. A pesar de que su morfología dental todavía sugiere una dieta mayoritariamente insectívora, en cierta medida también se acerca a la de carnívoros del Eoceno como por ejemplo los creodontos.

## Taxonomía
Los paleoríctidos fueron asignados originalmente al grupo actualmente abandonado de los insectívoros por Sloan y Van Valen (1965), y más recientemente a los euterios por Scott et. al. (2002). Los grupos germanos incluyen los kennaléstidos, nanocúridos, pantoléstidos y zalambdaléstidos.